# Aporia chunhaoi
Aporia chunhaoi — вид метеликів родини біланових (Pieridae). Описаний у 2021 році.

## Назва
Назва цього виду присвячена пану Чунь-Хао Вану (Пекін, Китай), китайському фахівцю з метеликів, який захоплювався родом Aporia.

## Поширення
Ендемік Китаю. Поширений у верхній долині річки Янцзи на північному заході провінції Юньнань.

## Опис
Aporia chunahoai схожий на Aporia lhamo. Відрізняється більшим розміром, світлішими задніми крилами у самців, а також будовою статевих органів.